# Mara Branković
Mara Branković (n. c. 1416 – d. 14 septembrie 1487), cunoscută și ca Sultana Marija, Mara Hatun, Despina Hatun sau Amerissa, a fost fiica regelui sârb Đurađ (Gheorghe) Branković și a Eirenei Kantakouzene. Ea a intrat în haremul sultanului Murad al II-lea al Imperiului Otoman. Coasta situată între Salonic și peninsula Kassandra a fost numită „Kalamarija” după ea -- „Maria cea Bună”.

## Familie
Mara și rudele ei sunt menționați în „Dell' Imperadori Constantinopolitani”, un manuscris păstrat în Biblioteca Vaticanului. Documentul este cunoscut și sub numele de „manuscrisul Massarelli”, pentru că a fost găsit în documentele lui Angelo Massarelli (1510-1566). Masarelli este bine cunoscut prin funcția sa de secretar general al Conciliului de la Trento, care a înregistrat evenimentele și discuțiile zilnice de la conciliu.
Manuscrisul Massarelli o numește fiica lui Đurađ Branković și a Eirenei Kantakouzene. „The Byzantine Lady: Ten Portraits 1250-1500” (1994) de D. M. Nicol pune în discuție ascendența ei, sugerând că Đurađ a avut un mariaj anterior cu o fiică a lui Ioan al IV-lea al Trapezuntului. Cu toate acestea teoria lui nu a fost susținută de surse și nu a reușit să ia în considerare faptul că Ioan al IV-lea s-a născut între 1395 și 1417. Ar fi fost astfel puțin probabil să fie deja bunic prin 1410.
La 11 septembrie 1429, Durad a făcut o donație către Mănăstirea Esfigmenu de la Muntele Athos. Carta de donația se referă la soția sa Eirene și cei cinci copii. Manuscrisul Masarelli îi numește pe aceiași cinci copii ai lui Đurađ și ai Eirenei. Alte genealogii menționează un al șaselea copil, Todor Branković. El ar fi putut fi un copil care a murit de tânăr și, astfel, nu a mai fost enumerat împreună cu frații săi.
Cel mai mare copil enumerat în documentul Massarelli a fost Grgur Branković. Documentul din 1429 îl menționează cu titlu de Despot. Potrivit lucrării „The Late Medieval Balkans, A Critical Survey from the Late Twelfth Century to the Ottoman Conquest” (1994) de J. V. A. Fine, Grgur a fost numit guvernator al teritoriilor din sudul Serbiei asociate Casei Branković. El a fost numit de către sultanul Murad al II-lea al Imperiului Otoman în 1439. În aprilie 1441, Grgur a fost acuzat de complot împotriva lui Murad și perioada sa de domnie s-a încheiat. El a fost închis în Amasya și i s-au scos ochii la 8 mai 1441. În conformitate cu „Monumenta Serbica Spectantia Historiam Serbiae, Bosniae, Ragusii” (1858) de Franc Miklošič, Grgur și frații săi au cosemnat o cartă prin care Durad a confirmat privilegiile Republicii Ragusa. Carta a fost datată în 17 septembrie 1445. Potrivit lucrării „Europäische Stammtafeln: Stammtafeln zur Geschichte der Europäischen Staaten” (1978) de Detlev Schwennicke, Grgur s-a retras la o mănăstire sub numele monahal „Gherman”. Potrivit lui Fine, Grgur a reapărut în 1458, pretinzând succesiunea tronului vacant de la Rașka pentru el sau fiul său. Manuscrisul Massarelli mentionează că Grgur era necăsătorit. Mai târziu, genealogii au numit-o pe soția sa „Jelisaveta”. Vuk Grgurević, un fiu al lui Grgur, a fost mai târziu despot sârb (1471–1485). Este posibil ca el să fi fost fiu nelegitim.
Mara este menționată ca al doilea copil în manuscris. Apoi sunt enumerați Stefan Branković și „Cantacuzina”, o sora ce purta varianta latinizată a numelui mamei lor. Genealogii de mai târziu i-au dat numele de Katarina. Ea s-a căsătorit cu Ulrich al II-lea de Celje. Ultimul pe listă era menționat Lazar Branković, cel mai mic dintre cei cinci frați.

## Căsătorie
Potrivit lui Fine, Mara a fost logodită cu Murad al II-lea în iunie 1431. Logodna a fost o încercare de a preveni invadarea Serbiei de către Imperiul Otoman, deși raidurile otomane au continuat periodic. La 4 septembrie 1435, căsătoria a avut loc la Edirne. Zestrea ei a inclus raioanele Dubočica și Toplica.
Potrivit cronicii lui George Sphrantzes, Mara s-ar fi întors la părinții ei, atunci când Murad al II-lea a murit. Întoarcerea ei este datată în 1451. Sphrantzes afirmă că văduva a respins o propunere de căsătorie din partea împăratului bizantin Constantin al XI-lea. Sphrantzes menționează că, atunci când părinții ei au murit (în 1456-1457), Mara s-a alăturat curții fiului ei vitreg, Mahomed al II-lea. Potrivit lui Nicol, Mara a continuat să fie prezentă la curte, dar i s-a oferit și un domeniu propriu la „Ježevo”. Nicol identifică Ježevo cu așezarea modernă Dafni de la Muntele Athos. Atunci când Mahomed a devenit sultan, ea i-a oferit adesea sfaturi. Curtea ei de la Ježevo era formată din nobili sârbi exilați.
Potrivit lui Nicol, Marei i s-a alăturat la „Ježevo” sora ei „Cantacuzina” în 1469. Cele două doamne au acționat ca intermediari între Mahomed și Republica Venețiană în timpul celui de-al doilea război otomano-venețian (1463-1479). În 1471, Branković a însoțit personal un ambasador venețian la Poartă pentru a purta negocieri cu sultanul.
Ea și-a păstrat influența în numirea conducătorilor Bisericii Ortodoxe și a rămas influentă în timpul domniei succesorului lui Mahomed, Baiazid al II-lea. Călugării mănăstirii Rila au rugat-o să le transfere moaștele sfântului Ioan de la Rila de la Veliko Tarnovo la Mănăstirea Rila și datorită ei dorința lor a fost îndeplinită în 1469. Datorită influenței ei, au fost oferite privilegii speciale creștinilor ortodocși greci din Ierusalim, extinse ulterior și la comunitatea din Mănăstirii Athos. După Bătălia pierdută de la Vaslui (Moldova, 1475), Mara a remarcat că aceasta a fost cea mai grea înfrângere a Imperiului Otoman.

## Vezi și
- Jefimija